# Karlslunds IF skidor
Karlslunds IF skidor är den största skidföreningen i Örebro med omgivning. Föreningen har (år 2006) drygt 350 medlemmar. 
Verksamheten innefattar både elitverksamhet, ungdomsverksamhet, motionsverksamhet och evenemang. Wadköpingsloppet som ingår i Svenska långloppscupen på skidor, terränglöpningen Karlslundsloppet och resor till Vasaloppet är tre evenemang som årligen arrangeras i föreningens regi.
Av föreningens elitåkare kan nämnas Daniel Cornelius, världsmästare på rullskidor, och Petter Myhlback, svensk VM-åkare i sprint i Sapporo 2007. 
Föreningens klubbhus finns i stadsdelen Karlslund väster om Örebros stadskärna. 